# Holland House (Papa Westray)

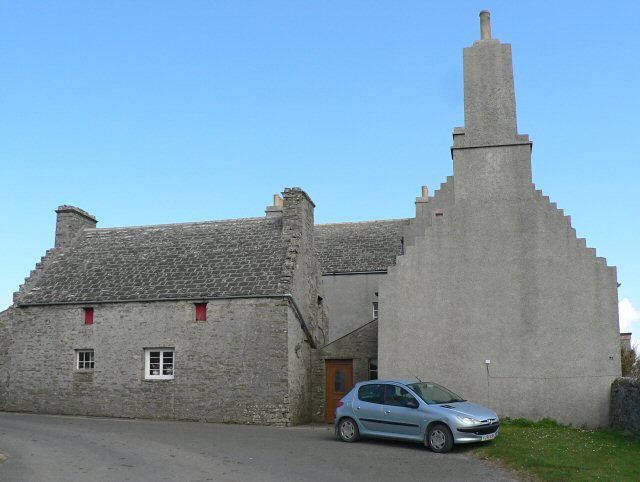
Holland House

Holland House ist ein Herrenhaus auf der schottischen Orkneyinsel Papa Westray. 1971 wurde das Bauwerk in die schottischen Denkmallisten in der Kategorie B aufgenommen. Zusätzlich bildet Holland House mit einigen Außengebäuden und den Gärten ein Denkmalensemble der Kategorie B.

## Geschichte
Der Soldat Thomas Traill erwarb die Ländereien auf Papa Westray im Jahre 1637. Mitte des 17. Jahrhunderts erbaute er die ältesten Teile von Holland House, welche heute den Nordwestteil ausmachen. Traill machte sein Vermögen in der Kelpindustrie (siehe auch Braunalgen#Verwendung). Das Anwesen wurde über Generationen innerhalb der Familie vererbt und verblieb mit Ausnahme einer Phase zwischen 1886 und 1928 bis 1952 durchgängig in ihrem Besitz. Im Laufe der Jahre wurden zahlreiche Außengebäude hinzugefügt und Holland House erweitert. Der Großteil des heutigen Holland House entstand zwischen 1810 und 1814.

## Beschreibung
Holland House befindet sich im Zentrum Papa Westrays an der Kreuzung der beiden Straßen unweit des Papa Westray Airports. Während das ursprüngliche Gebäude einen L-förmigen Grundriss aufwies, entstand durch die Bauarbeiten zu Beginn des 19. Jahrhunderts ein Gebäudeblock, der einen kleinen Innenhof beinahe vollständig umschließt. Holland House ist großteils zweistöckig. Zu den Ausnahmen zählen ein kurzer einstöckiger Flügel an der Südseite sowie ein Anbau mit Pultdach, der zwei Flügel an der Nordseite verbindet. Mit Ausnahme des älteren Südwestflügels sind die Gebäudeöffnungen mit Quadersteinen abgesetzt. Gesimse bekrönt mehrere Fenster entlang der Ost- und Westseiten. Die Fassaden sind mit Harl verputzt. Die Giebel der Satteldächer sind als Staffelgiebel gearbeitet. Die Dächer der Hauptgebäude sind mit Schieferschindeln eingedeckt; kleinere Anbauten unter anderem mit Asbestplatten.